# روز شمع‌های کوچک
روز شمع‌های کوچک (اسپانیایی: Día de las velita) یکی از مهمترین روزهای تقویم کلمبیا است. این روز که در هفتم دسامبر گرامی داشته می‌شود از تعطیلات رسمی در کلمبیا به شمار می‌رود و به طور غیر رسمی بخشی از آغاز بزرگداشت کریسمس در این کشور است.
در این شب مردم شمع و فانوس های کاغذی در طاقچه‌ها، بالکن، پیاده‌روزها، خیابان‌ها و دیگر محل‌های عمومی شهر و روستا روشن می‌کنند.
این مراسم برای بزرگداشت مریم باکره و معصومیت او برگزار می‌شود و در روز هشتم دسامبر پرچم سفیدی به همراه تصاویر مریم مقدس در خانه‌های برافراشته می‌شود. همچنین تعدادی برنامه آتش‌بازی و رویدادهای دیگر نیز به این مناسبت در شهرهای مختلف برگزار می‌شود.

## پیشینه

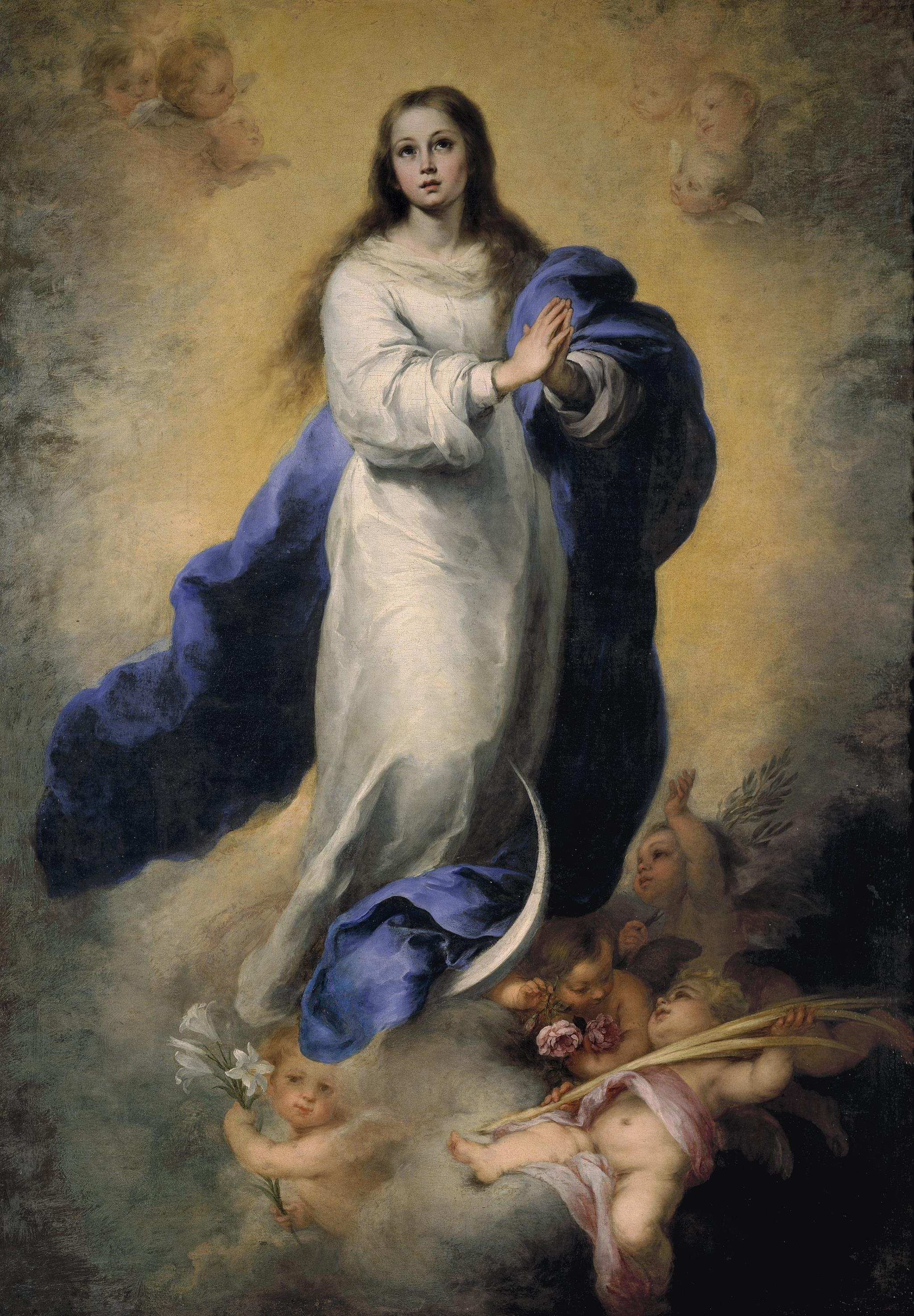
معصومیت، تصویری از مریم مقدس. برتلم استبان موریلو. Museo del Prado.

جشن شب شمع‌های کوچک از هفتم دسامبر ۱۸۵۴ تاکنون هرساله برگزار می‌شود. این جشن هنگامی که پیوس نهم عصمت پاپی را مطرح و درباره معصومیت مریم باکره سخن گفت پایه گذاری شد. مردم در حمایت از این ایده پاپ حمایت خود را با شمع‌های کوچک و فانوس‌های کاغذی اعلام کرده و این روز را گرامی‌داشتند.
کلیسای کاتولیک کلمبیا این رسم دیرین را زنده نگه‌داشته است و هر ساله در هفتم دسامبر پیروان خود را دعوت می‌کنند تا با روشن نگه‌داشتن شمع‌های کوچک و آذین بندی خیابان‌های این روز را زنده نگه‌دارند.
برخی از مناطق از چند شب پیش از هشتم دسامبر بزرگداشت این شب را آغاز می‌کنند و این پیش‌باز در استان پایسا بیش از هر نقطه دیگری در کلمبیا دیده می‌شود. 
برخی معتقدند این بزرگداشت در پایسا از جشن یهودی حنوکا تاثیر گرفته است زیرا بسیاری از اهالی این استان ریشه یهودی دارند. برای تایید این فرضیه به گردهمایی و بازدید خانواده‌ها در ۱۶ دسامبر در این استان اشاره می‌شود که شباهت زیادی به بزرگداشت حنوکا دارد.

## سنت‌ها

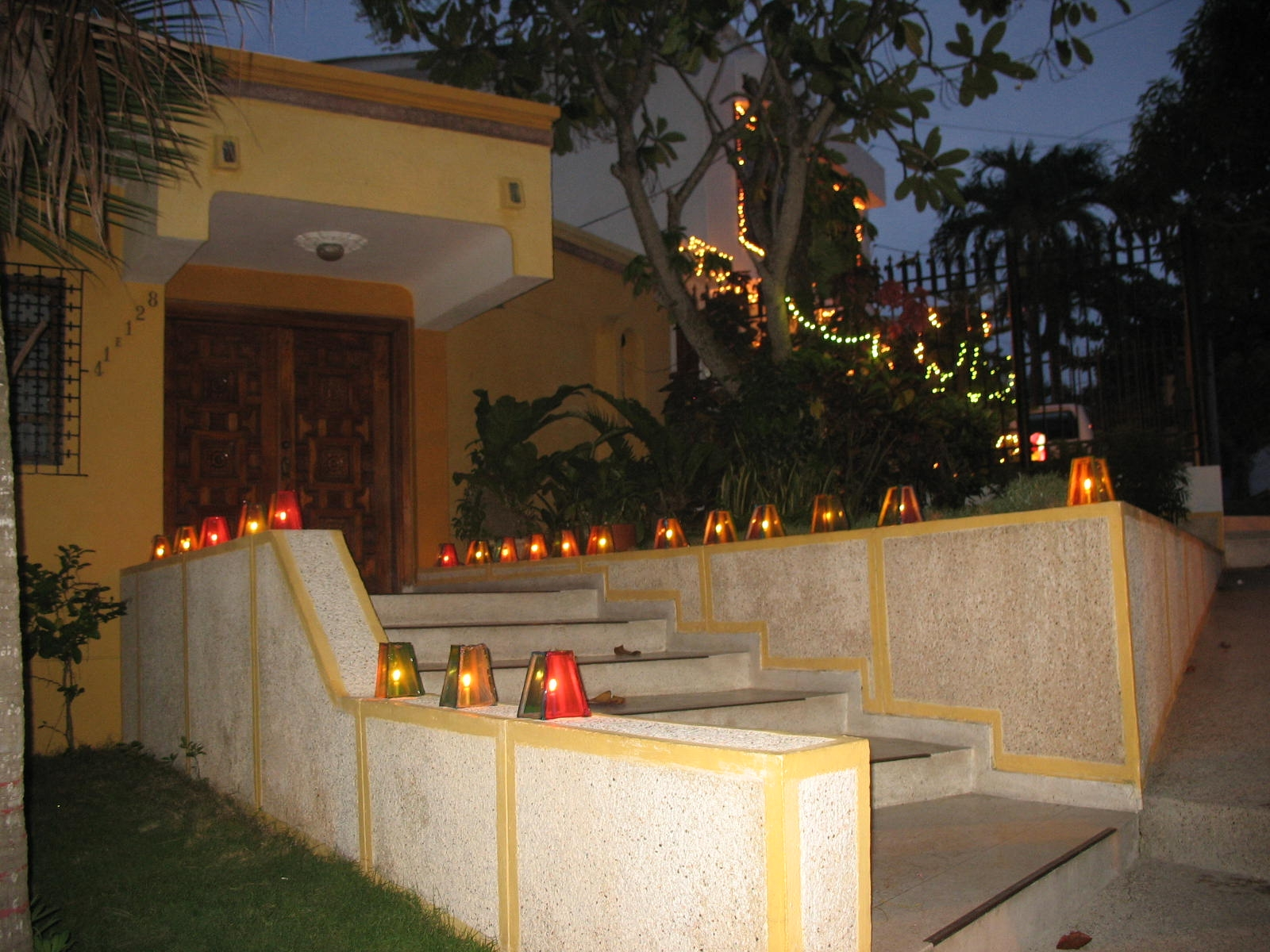
خانه در بررنقویللا تزئین شده با فانوس در طول ساعات اولیه هشتم دسامبر

El Día de las Velitas یا همان جشن شمع‌های کوچک جشنی است سراسری در کلمبیا، اما هر منطقه و شهر سنت‌های خود را برای بزرگداشت این روز را دارد.
در شهر کیمبایا (کیندیو) یکی از مهمترین رویدادها فرهنگی در ارتباط با شمع و فانوس برگزار می‌شود. جشنواره شمع و فانوس (با نام کامل در اسپانیایی: Fiesta Nacional del Concurso de Alumbrados con Velas y Faroles‎) از سال ۱۹۸۲ هرساله در هفتم و هشتم دسامبر برگزار می‌شود و همین موجب شده که شهرهای مختلف با یکدیگر رقابتی برای بهتر برگزار کردن این روز داشته باشند.

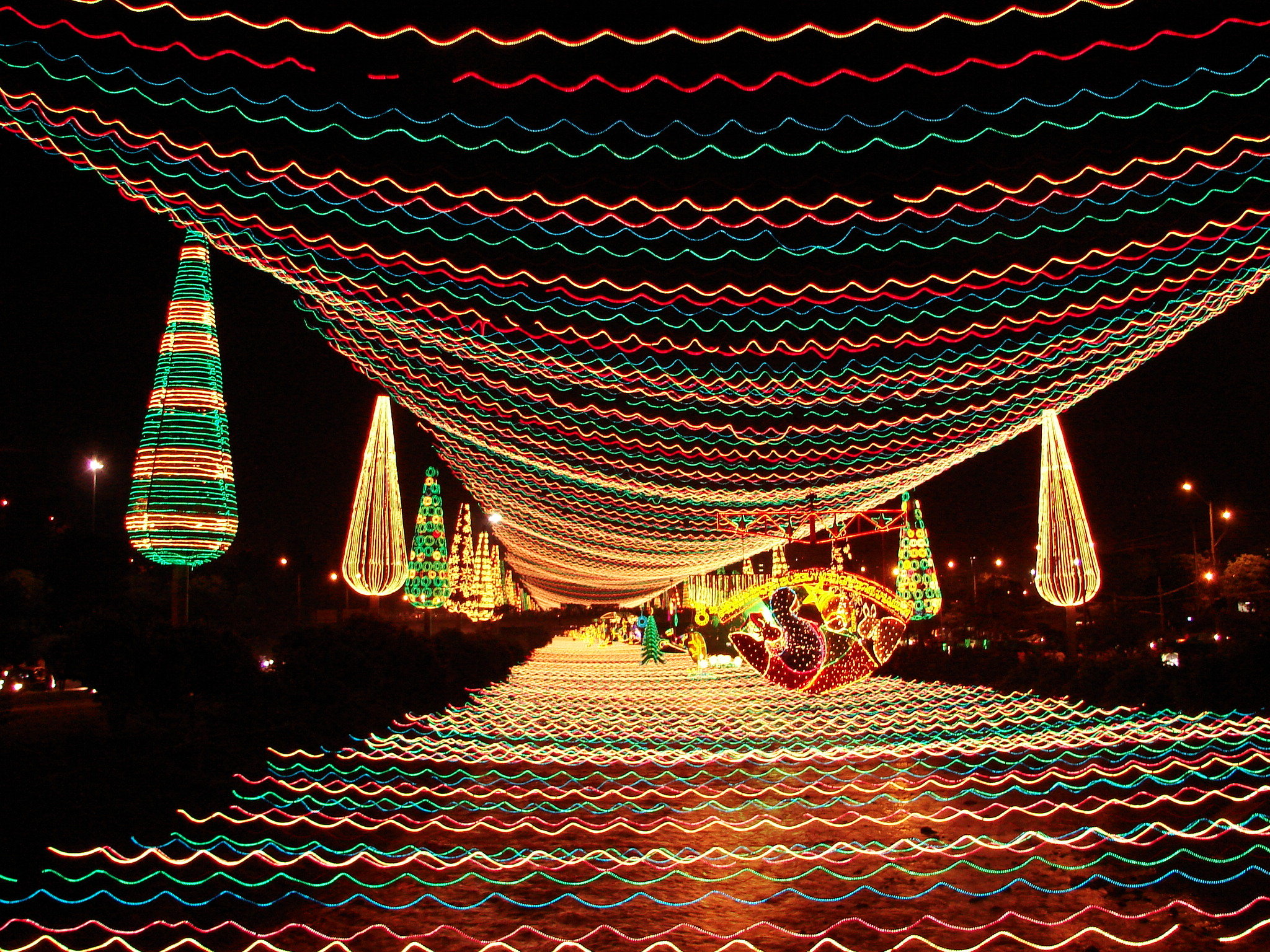
نور صفحه نمایش در امتداد یک رودخانه در مدئین